# Stora Grundsjön
Stora Grundsjön är en sjö i Alingsås kommun i Västergötland och ingår i Göta älvs huvudavrinningsområde. Sjön är 10,1 meter djup, har en yta på 0,04 kvadratkilometer och befinner sig 164 meter över havet.